# أشعار مجنونة
أشعار مجنونة، مجموعة شعرية من مؤلفات الشاعر العربي السوري نزار قباني، صدرت في عام 1983، عن منشورات نزار قباني في بيروت، لبنان.